# Luis Alfonso y Casanovas
Luis Alfonso y Casanovas (Palma de Mallorca, 1 de junio de 1845-Madrid, 18 de enero de 1892), periodista, crítico de arte y escritor español.
De ideología canovista y promonárquica, fue el cronista de los salones elegantes de fines del siglo XIX y editor de La Política, La Época y La Dinastía. Se encargó de la sección de crítica literaria de la importante Revista de España y de otras publicaciones. Escribió para una audiencia burguesa. Como crítico de arte defendió el idealismo y se mostró muy enemigo del naturalismo en literatura y en todas las demás manifestaciones artísticas, pese a lo cual algo de esta estética llega a calar en él. Entre sus novelas destacan Azul, amarillo y verde, novela tricolor (1874), El guante (1886), Historias cortesanas (1887), Dos Noches Buenas (1887), Cuentos raros (1890), Dos cartas, la mujer del Tenorio, La confesión, etcétera. Mantuvo una activa corresponcencia con sus amigos Benito Pérez Galdós, Narcís Oller, Emilia Pardo Bazán, José María de Pereda y José Yxart.